# Đảng Mao Trạch Đông Cộng sản chủ nghĩa Trung Quốc
Đảng Mao Trạch Đông Cộng sản chủ nghĩa Trung Quốc hay Mao chủ nghĩa Cộng sản Đảng là một là một đảng cộng sản hoạt động ngầm tại Trung Quốc, theo chủ nghĩa Marx–Lenin và tư tưởng Mao.
Đảng được thành lập năm 2008 với ý nghĩa chống lại cải cách kinh tế năm 80 được tiến hành bởi Đảng Cộng sản Trung Quốc. Các thành viên của đảng cho rằng cuộc cải tổ này đã "tái thiết lập các tính chất của một xã hội tư bản chủ nghĩa". Vì lẽ đó, đảng chủ trương lật đổ "Phe cánh phản động theo chủ nghĩa xét lại đang cầm quyền bên trong Đảng Cộng sản trung Quốc" bằng cách khởi xướng một "cuộc cách mạng vô sản lần hai" để thiết lập lại chế độ chuyên chính vô sản. Muc tiêu cuối cùng của đảng là đi lên chủ nghĩa cộng sản.
Một trong những người sáng lập đảng là Mã Hầu Chi đã bị chính quyền Trung Quốc bắt vào năm 2009 khi đang chuẩn bị tổ chức một cuộc họp Đảng tại Trùng Khánh. Ông bị kết án 10 năm tù và mãn hạn vào năm 2019.